# 怡和纱厂
怡和纱厂（英語：Ewo Cotton Spinning and Weaving Co., Ltd.）又稱英商怡和纱厂，是怡和洋行曾在現今上海市杨浦区杨树浦路創辦的紗廠。1921年後，紗廠又分為老怡和纱厂和新怡和纱厂，現今成為英商怡和纱厂旧址，主要由大工场、废纺车间、空压站、仓库、英国大班住宅等建筑组成。

## 老怡和纱厂
老怡和纱厂位於杨树浦路670号，旁邊就是楊樹浦水廠。1896年，英商怡和洋行创建怡和纱厂，马海洋行（Moorhead &  Halse）、思九生洋行（Stewardson ＆ Spence）、慎昌洋行（Andersen Meyer &  co.,Ltd）參與設計，这是上海开埠后外商在沪开设最早的纱厂。1897年5月開工生產。當時紗廠生產兰龙牌棉纱。1921年與杨树浦纱厂及公益纱厂组成怡和纱厂股份有限公司，工廠由怡和纱厂股份有限公司管轄。>
怡和纱厂也是上海工人运动的場所之一，怡和纱厂一度建立了自己的工人纠察队。陈赓的妻子王根英曾是怡和纱厂的工會领导人之一。五卅运动期间参与领导纱厂工人罢工。恽代英也是在怡和纱厂被捕。 怡和沙厂也是夏衍《包身工》故事的发生地。
1941年太平洋战争爆发后，怡和纱厂受日本监管，工人被解雇，大部分机器拆至日军管辖的工厂。中國抗日战争結束后，纱厂由国民政府经济部接管。英商向日本政府索赔400万英镑，并从原日商工厂寻回2万余枚棉纺锭，纱厂于1946年11月陆续复工。
中華人民共和國成立后，怡和洋行首先拍卖公益纱厂，其他两厂于1954年1月由中華人民共和國方面收购，並更名為上海裕华棉毛麻纺织厂，分东（新怡和纱厂）、西（老怡和纱厂）两厂生产。1959年4月改名上海裕华毛纺织厂。1966年10月，改名为上海第五毛纺织厂。
文革开始后，生产受冲击，管理停頓，导致1970年前后连续17个月未完成生產计划。1976年粉碎四人帮后，上海第五毛纺织厂恢复质量、经济、能源三项管理制度。
1999年，該地被列入上海市第三批优秀历史建筑。2004年，被公布为上海市杨浦区登记不可移动文物。當年，杨树浦路670号划入上海市自来水市北有限公司，之後隶属于上海城投水务集团。2021年，老怡和纱厂门前被公布为红色革命遗址，名為恽代英烈士被捕处。同年杨树浦路670号启动修缮工程，2023年2月8日正式開工。

## 新怡和纱厂
新怡和纱厂位於杨树浦路1056号，最初是20世纪初华商創辦的绞花局，1915年被怡和洋行收购，改称杨树浦纱厂。1921年改属怡和纱厂股份有限公司，杨树浦纱厂名稱不再使用。为区别于1896年所建的怡和纱厂，該纱厂俗稱新怡和纱厂，原來的怡和纱厂又被稱為老怡和纱厂。
1941年太平洋战争后，英国大班被日军关进集中营，新怡和纱厂被日方接收，纱厂改为修造武器的兵工厂。1945年日本投降后，新怡和的棉纺、麻纺相继重新开工，但生产规模相較於戰前大为缩小。
1954年1月，华东纺织管理局接管新老怡和纱厂，名稱更名為“上海裕华棉毛麻纺织厂”。1964年5月，原新怡和厂脫離上海裕华毛纺织厂並改名为上海毛条厂，1966年8月改称上海第一毛条厂。
新怡和纱厂其他建筑現今都已拆除，僅留下杨树浦纱厂大班住宅（英商新怡和纱厂大班住宅），為英式建筑，建于1920年前后，大班住宅一楼被改造成一家名為怡和1915的咖啡館。